# نهر السن
السن هو نهر سوري ويعد أقصر أنهار سوريا، حيثُ لا يتعدَّى طوله 6 كم، كما أنه من أغزر أنهار البلاد، ويقع بالقرب من مدينة بانياس على ساحل البحر الأبيض المتوسط، ينبع من نبع السن الكارستي من سفوح جبال اللاذقية الغربية، يعتمد عليه في تغذية مدينة جبلة وأجزاء من مدينة طرطوس مائياً.